# 千早車站
千早車站（日语：／ Chihaya eki */?）是一位於日本福岡縣福岡市東區，由九州旅客鐵道（JR九州）與西日本鐵道（西鐵）所共用的鐵路車站。
西鐵車站的正式名稱為西鐵千早車站（西鉄千早駅）。

## 車站結構

### 西日本鐵道
島式月台1面2線的高架車站。設有自動閘機、扶手電梯、升降機。月台長約3節，但結構成可延伸至6節。

#### 月台配置
| 月台 | 路線    | 方向       |
| ---- | ------- | ---------- |
| 1    | ■貝塚線 | 往西鐵新宮 |
| 2    | ■貝塚線 | 往貝塚     |

### JR九州
島式月台2面4線的高架車站。在車站內的鹿兒島本線上設置有72公里距離標示，但營運距離自門司港起計是71公里。

#### 月台配置
| 月台 | 路線       | 方向 | 目的地           |
| ---- | ---------- | ---- | ---------------- |
| 1、2 | 鹿兒島本線 | 上行 | 黑崎、小倉方向   |
| 3、4 | 鹿兒島本線 | 下行 | 博多、久留米方向 |

### 歷史
- 1951年6月15日 - 西日本鐵道宮地嶽線之名香野車站啟用。
- 2003年7月7日 - 九州旅客鐵道之車站啟用。
- 2004年8月2日 - 随着高架化搬遷到現在地點，併且改称為西鐵千早車站。

## 相鄰車站
西日本鐵道
■貝塚線
名島（NK02）－西鐵千早（NK03）－香椎宮前（NK04）
九州旅客鐵道
 鹿兒島本線
■快速
香椎（JA04）－千早（JA03）－吉塚（JA01）
■區間快速
香椎（JA04）－千早（JA03）－（一部分停靠箱崎站）－吉塚（JA01）
■普通
香椎（JA04）－千早（JA03）－（千早操車場）－箱崎（JA02）

## 外部連結
- JR九州 – 千早車站（页面存档备份，存于）（日語）
- 西日本鐵道 – 西鐵千早車站（页面存档备份，存于）（日語）